# Dışdedeler, Taraklı
Dışdedeler là một xã thuộc huyện Taraklı, tỉnh Sakarya, Thổ Nhĩ Kỳ. Dân số thời điểm năm 2008 là 342 người.